# San Rafael de Palo Alzado (paroisse civile)
Pour les articles homonymes, voir San Rafael.
San Rafael de Palo Alzado est l'une des six divisions territoriales et statistiques dont l'une des cinq paroisses civiles de la municipalité de Sucre dans l'État de Portuguesa au Venezuela. Sa capitale est San Rafael de Palo Alzado.

## Environnement
La paroisse civile est en partie couverte, sur sa portion occidentale, par le parc national Guaramacal.